# Episodi di Snowfall (quinta stagione)
La quinta stagione della serie televisiva Snowfall è stata trasmessa in prima visione sul canale statunitense FX dal 23 febbraio al 20 aprile 2022.
Invece in Italia viene distribuita sulla piattaforma streaming Disney+ il 15 giugno 2022.
| n° | Titolo originale   | Titolo italiano      | Prima TV USA     | Prima TV Italia |
| -- | ------------------ | -------------------- | ---------------- | --------------- |
| 1  | Comets             | Comete               | 23 febbraio 2022 | 15 giugno 2022  |
| 2  | Commitment         | Impegno              | 23 febbraio 2022 | 15 giugno 2022  |
| 3  | Lions              | Leoni                | 2 marzo 2022     | 15 giugno 2022  |
| 4  | Revolutions        | Rivoluzioni          | 9 marzo 2022     | 15 giugno 2022  |
| 5  | The Iliad: Part 1  | L'Iliade: 1ª parte   | 16 marzo 2022    | 15 giugno 2022  |
| 6  | The Iliad: Part 2  | L'Iliade: 2ª parte   | 23 marzo 2022    | 15 giugno 2022  |
| 7  | Lying in a Hammock | Sdraiato su un'amaca | 30 marzo 2022    | 15 giugno 2022  |
| 8  | Celebration        | Celebrazione         | 6 aprile 2022    | 15 giugno 2022  |
| 9  | Departures         | Partenze             | 13 aprile 2022   | 15 giugno 2022  |
| 10 | Fault Lines        | Linee di Faglia      | 20 aprile 2022   | 15 giugno 2022  |